# L'ultima spiaggia (modo di dire)
Trovarsi all'ultima spiaggia o Essere all'ultima spiaggia, significa essere giunti all'ultima possibilità di salvarsi o anche solo di salvare o conservare uno status, un'occupazione, un progetto o un bene.

## Origine
Il modo di dire trova origine nel titolo del film del 1959 L'ultima spiaggia, di Stanley Kramer, interpretato da Gregory Peck e Ava Gardner, quali protagonisti.
Il film ipotizza che nel 1964 abbia avuto luogo la terza guerra mondiale, una  guerra nucleare che si è risolta con la distruzione reciproca delle potenze belligeranti dell'emisfero settentrionale.
A seguito di ciò, tale zona della Terra è completamente radioattiva e a essere rimaste escluse dalla contaminazione sono le zone più meridionali del mondo, il Sudafrica, il Sudamerica e l'Oceania, anche se il fallout radioattivo, portato dalle correnti, sta avvelenando progressivamente tutte le terre emerse.
Il capitano di vascello Towers, della marina statunitense, al comando del sommergibile USS Sawfish, il cui equipaggio apparentemente è l'ultimo sopravvissuto di tutta la flotta navale del suo Paese, incrocia con il suo vascello verso Melbourne, ove stabilisce la sua sede (Quello che resta degli alti comandi militari statunitensi ha posto sede a Brisbane in Australia). Qui Towers, che a causa della guerra ha perso moglie e due figli, conosce una matura signora, Moira Davidson, reduce da più di una avventura amorosa, e se ne innamora ricambiato. Il film termina con i due innamorati che trascorrono i loro ultimi giorni di vita su una spiaggia australiana, nell'attesa ineluttabile che il fall out nucleare giunga anche sul territorio australiano.
Curiosamente il titolo originale in lingua inglese, On the Beach (Sulla spiaggia), non si presta affatto alla versione metaforica che ha dato origine al modo di dire.